# Друзі-товариші (фільм, 1959)
«Друзі-товариші» — радянський художній фільм режисера Валентина Павловського, знятий в 1959 році на Ялтинській кіностудії. Екранізація пригодницької повісті Африкана Шебалова «Таємниця печери, що стогне». Прем'єра фільму відбулася 24 березня 1960 року.

## Сюжет
Фільм розповідає про пригоди подорожуючих по Криму піонерів, троє з яких вирішили розкрити таємницю печери, де пропадали люди. В горах, поблизу від села, де зупинилися хлопці, розташована легендарна печера, де під час війни ховалися партизани. Крім них, печерою цікавляться і дорослі — колгоспний бухгалтер Рязанов (Михайло Глузський) і приїхавший з міста його друг Кушнір. За цим ховається якась таємниця.

## У ролях
- Тамара Стрельцова —  Зіна Бубенко
- Юрій Ржецький —  Вітя Гонта
- В'ячеслав Семенов —  Олег Шумейко
- Олександр Ракітін —  Вася Коркін
- Анатолій Сенченко —  Юрко, шанувальник детективних романів
- Василь Гзовський —  Митька
- Лариса Сергєєва —  Галя Пуригіна
- Тетяна Астахова —  Оля Пахомова
- Михайло Глузський —  Рязанов, колгоспний бухгалтер
- Микола Дупак —  Кушнір, друг Рязанова
- Данута Столярська —  Віра Олексіївна
- Євгенія Веховська —  Єлизавета Петрівна
- Юрій Боголюбов —  Петро Іскорка
- Дмитро Капка —  дід Пахом
- Ніна Кукушкіна —  Олена
- Юрій Максимов —  майор
- Леонід Слісаренко —  лісничий

## Знімальна група
- Режисер-постановник — Валентин Павловський
- Сценаристи — Федір Дорофєєв, Віктор Крупенкін
- Оператори-постановники — Леонід Берковіц, Олександр Рибін
- Композитор — Климентій Домінчен